# ポントルソン
ポントルソン （Pontorson）は、フランス、ノルマンディー地域圏、マンシュ県のコミューン。

## 地理

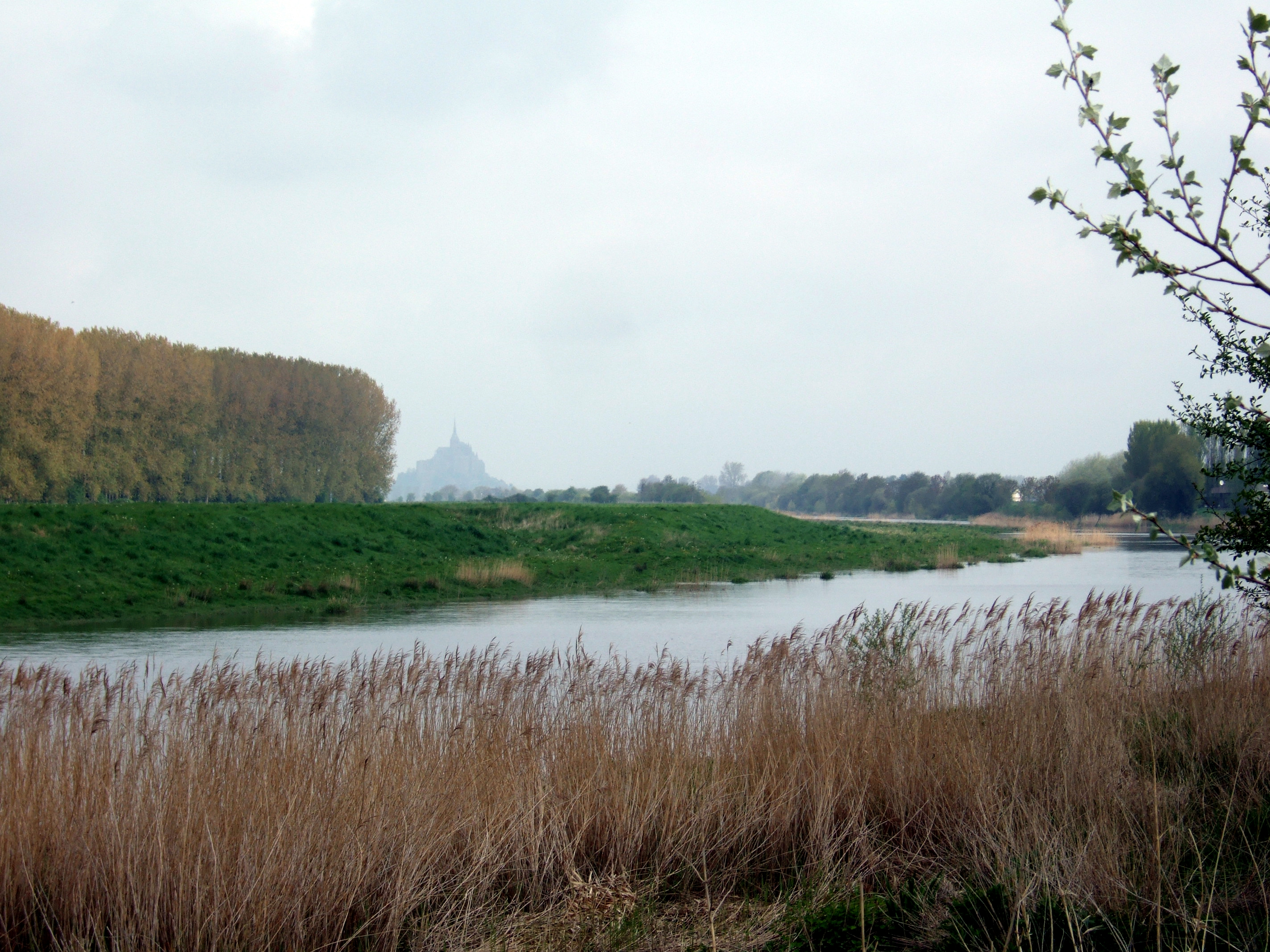
クエノン川。遠景にモン・サン＝ミシェル

ポントルソンは、モン・サン＝ミシェルとは約9km、アヴランシュとは22km、グランヴィルとは45km離れている。
モン・サン＝ミシェル湾の真ん中に位置しており、湾に流れ込む3河川のうちの1つである、クエノン川がコミューン内を流れる。
ポントルソンはクエノン川によって囲まれている。南側に10km以上の沼地が広がり、さらには4800ヘクタール以上の干拓地がある。
ポントルソンと小郡は温暖な海洋性気候の恩恵を受けており、モン・サン＝ミシェル湾によって外部から守られている。

## 由来
1170年と1180年、地名はPontem Ursoというつづりであったことが証明されている。ursoはゲルマン語の人名学上の名称である。

## 歴史
2016年1月1日、ポントルソン、マセイ、ヴェセイが合併し、コミューン・ヌーヴェル（fr。地方自治体改革の2010年12月16日施行の2010-1563法第21条による、合併によって新設されたコミューン）のポントルソンとなった。

## 参照
1. ↑  "André-Jean Belloir est élu maire délégué de Pontorson". lagazettedelamanche.fr. La Gazette de la Manche. 2016年9月11日閲覧。
2. 1 2  Dauzat, Albert; Rostaing, Charles (1963). Dictionnaire étymologique des noms de lieux en France. Paris: Larousse.
3. ↑  "Recueil des actes administratifs de la préfecture de la Manche" (PDF). October 2015. {{cite web}}: Cite webテンプレートでは|access-date=引数が必須です。 (説明)

### ノート
1. ↑  Population municipale Population de France/dernière_année